# Deckenia nobilis
Deckenia nobilis е вид растение от семейство Палмови (Arecaceae). Видът е застрашен от изчезване.

## Разпространение
Разпространен е в Сейшелски острови.